# Puentes Trillizos
Puentes Trillizos es la denominación de un conjunto de tres puentes bolivianos ubicado en la ciudad de La Paz. Estos puentes son: Libertad, Unión e Independencia. Los tres puentes suman una longitud de 2000 metros y se inauguraron el 28 de noviembre de 2010.

## Descripción
El puente Independencia, conocido originalmente como Orkojahuira, conecta la ladera del barrio Cuarto Centenario con la serranía de Miraflores (avenida Los Leones). Tiene una longitud de 218.8 metros. Pasa sobre la avenida Zabaleta y el río Orkojahuira.
El puente Unión, conocido originalmente como Choqueyapu, continúa al puente Independencia conectando la serranía de Miraflores con la serranía de San Jorge, desde la avenida Los Leones (Miraflores) hasta la avenida 6 de agosto (San Jorge). Tiene una longitud de 191.5 metros. Pasa por encima de la Avenida del Poeta y del río Choqueyapu.
El puente Libertad, conocido originalmente como Kantutani, continúa al puente Unión conectando la serranía de San Jorge con la ladera sud de Sopocachi, desde la avenida 6 de agosto hasta la avenida Francisco Bedregal. Tiene una longitud de 233.5 metros. Pasa sobre la avenida Kantutani.

## Financiamiento y adjudicación
El 6 de diciembre de 2006, la CAF y el Gobierno de Bolivia suscribieron el Convenio de Financiamiento de los Puentes Trillizos con un monto de $us 14 millones en un plazo de 15 años.
Se convino que la contratación y ejecución se someterían a la modalidad “Llave en Mano”, es decir que la empresa adjudicada realizara l atotalida del proyecto incluyendo los diseños con un plazo de ejecución hasta el año 2009.
La construcción de los Puentes Trillizos fue adjudicada al Consorcio Asociación Accidental Progreso, al haber sido la mejor propuesta calificada con una propuesta económica de $us. 14.383.319,72 en un plazo de ejecución de 818 días calendario. El contrato fue firmado en junio de 2007 y se iniciaron las obras de los tres puentes en julio de ese mismo año.

## Diseño
El diseño que se implementó en el proyecto fue de puente atirantado con pilón central de obenques en semiabanico y tablero sección cajón, lo que dio:
- Mejor comportamiento estructural
- Menor vibración
- El mantenimiento de los obenques es menor
- Mejor integración paisajística
- El diseño con un pilón central es lo último en vanguardia de esta tipología de puentes
- El diseño es más logrado y es más armónico arquitectónicamente
- Ofrece más garantías para el paso de los servicios públicos (cables o ductos)
- Los anclajes están fuera del alcance de las personas
- Mayor comodidad y facilidad de mantenimiento
- Mejor vista de la ciudad de La Paz desde el puente

Los puentes han sido diseñados por la ingeniería española PEDELTA www.pedelta.com bajo la dirección del ingeniero Juan Sobrino.

## Avance del proyecto y trabajo de campo
- Análisis de la tipología estructural de los puentes
- Planos del levantamiento topográfico de los puentes
- Mejora de diseños del acceso de Bajo Sopocachi y las intersecciones de San Jorge y Miraflores
- Estudios de suelos de la zona y diseño de las cimentaciones de Kantutani
- Replanteo topográfico en campo y gabinete de los puentes y sus accesos.
- Extracción y análisis de suelos en las pilas y los estribos de los puentes Kantutani, Choqueyapu y Orkojahuira
- Amojonamiento para referencias topográficas
- Instalación de faenas (Kantutani) y Campamento (Zabaleta)

## Inauguración
La entrega de la esta obra fue postergada varias veces por diversas razones, desde retrasos en la construcción hasta problemas con predios vecinos. Los puentes iban a ser entregados por el  alcalde de La Paz, Juan del Granado, antes de terminar su gestión de 10 años, como su obra estrella. Posteriormente se difirió su entrega al 16 de julio (Fiesta Cívica del Departamento de La Paz) y al 20 de octubre (Fundación de la Ciudad de La Paz). Se observaron deficiencias en su construcción por lo que se mandaron a hacer pruebas en la estructura a cargo de una empresa argentina, cuyos resultados iban a entregarse la segunda quincena de noviembre. Finalmente, una vez recibidos los resultados, se confirmó la entrega de la megaobra para el domingo 28 de noviembre de 2010. La apertura de esta importante vía produjo también el pedido de varias líneas de transporte público para circular por los puentes.
Los puentes tuvieron problemas de construcción originados por una falta de control de calidad de las obras por parte de la empresa constructora y modificaciones en el procedimiento de construcción. Las prisas electorales, los intereses económicos entre el consorcio temporal que construyó las obras, la CAF y el Municipio afectaron a la calidad de la obra.